# Benjamin Rondeau
Benjamin Rondeau, född den 1 oktober 1983 i Verdun i Frankrike, är en fransk roddare.
Han tog OS-brons i fyra utan styrman i samband med de olympiska roddtävlingarna 2008 i Peking.